# 기대 이론
기대 이론(期待理論, expectancy theory)은 구성원 개인의 동기 부여 정도가 업무에서의 행동 양식을 결정한다는 이론이다. 존 윌리엄 앳킨슨(John William Atkinson)의 연구를 바탕으로 빅터 브롬(Victor Vroom)에 의해 완성되었으며, 라이먼 포터(Lyman W. Porter)와 에드워드 로울러(Edward E. Lawler Ⅲ) 등에 의해 발전되었다.
기대이론은 개인에 대한 동기유발만을 다루어 집단에 대한 동일화(同一化)나 단결심이라는 집단의 동기유발 측면은 배제하였다는 비판을 받고 있다.

## 브룸의 기대 이론
빅터 브룸(Victor Vroom)은 동기 부여에 관해 기대 이론을 적용하여, 구성원이 직무에 열심히 하도록 하는 조건에 관해 연구하였다. 그는 세 가지 요인이 동기 부여를 결정하며 경영자는 이 요소들을 극대화시켜야 한다고 주장하였다. 세 가지 요소는 다음과 같다.
- 기대감(Expectancy) : 열심히 일하면 높은 성과를 올릴 것이라고 생각하는 정도
- 수단성(Instrumentality) : 직무 수행의 결과로써 보상이 주어질 것이라고 믿는 정도
- 유의성(Valence) : 직무 결과에 대해 개인이 느끼는 가치

그는 동기 부여를 세 요소의 곱으로 나타낼 수 있다고 주장했다. 이를 관계식으로 나타내면 다음과 같다.
- 동기 부여(Motivational Force) = 기대감 × 수단성 × 유의성(0≤기대감≤1, -1≤수단성·유의성≤1)

## 포터와 로울러
라이먼 포터와 에드워드 로울러는 브룸의 기대이론을 기초로, 작업 관련 변수들을 고려하여 통합적인 모형을 개발하였다. 동기 부여가 곧바로 성과에 직결되지는 않고, 능력, 특성, 역할지각 등 작업과 관련된 변수가 작용한다고 하였다. 또한, 성과를 내고자 하는 행동은 직무만족에 대한 기대감에 의하여 조성되며, 이 때의 만족은 성과에 따른 인정, 승진과 같은 내적 보상과, 임금, 작업조건과 같은 외적 보상에 의하여 발생될 수 있다고 하였다.